# Signe 3
Signe 3 ou D2B gamma ou Sneg-3  est un satellite scientifique du programme spatial français placé en orbite par une fusée soviétique le 17 juin 1977  pour mesurer le rayonnement ultraviolet du Soleil et identifier les sources de rayonnement gamma.  

## Contexte
Signe 3 est une mission du programme spatial français développée au début des années 1970 sous maîtrise d’ouvrage du CNES dont l'objectif était la détection des sources gamma ponctuelles et celle des sursauts gamma. Le satellite sous la désignation D2B gamma est construit par la société Matra avec une participation des laboratoires du CNRS pour la charge utile. Il doit être initialement lancé par la fusée Diamant. Pour des raisons budgétaires liées à la priorité accordée au développement de la fusée Ariane, l'agence spatiale décide d'arrêter les vols de ce lanceur et l'agence spatiale confie la mise en orbite de Signe 3 à un lanceur soviétique dans le cadre du programme de coopération spatiale franco-soviétique. Il est rebaptisé Signe 3 (Sneg 3 en russe) car il fait suite aux missions scientifiques Signe 1 et 2 (Signe étant l'acronyme de Solar interplanetary gamma neutron experiment) développées précédemment avec les soviétiques

## Caractéristiques techniques

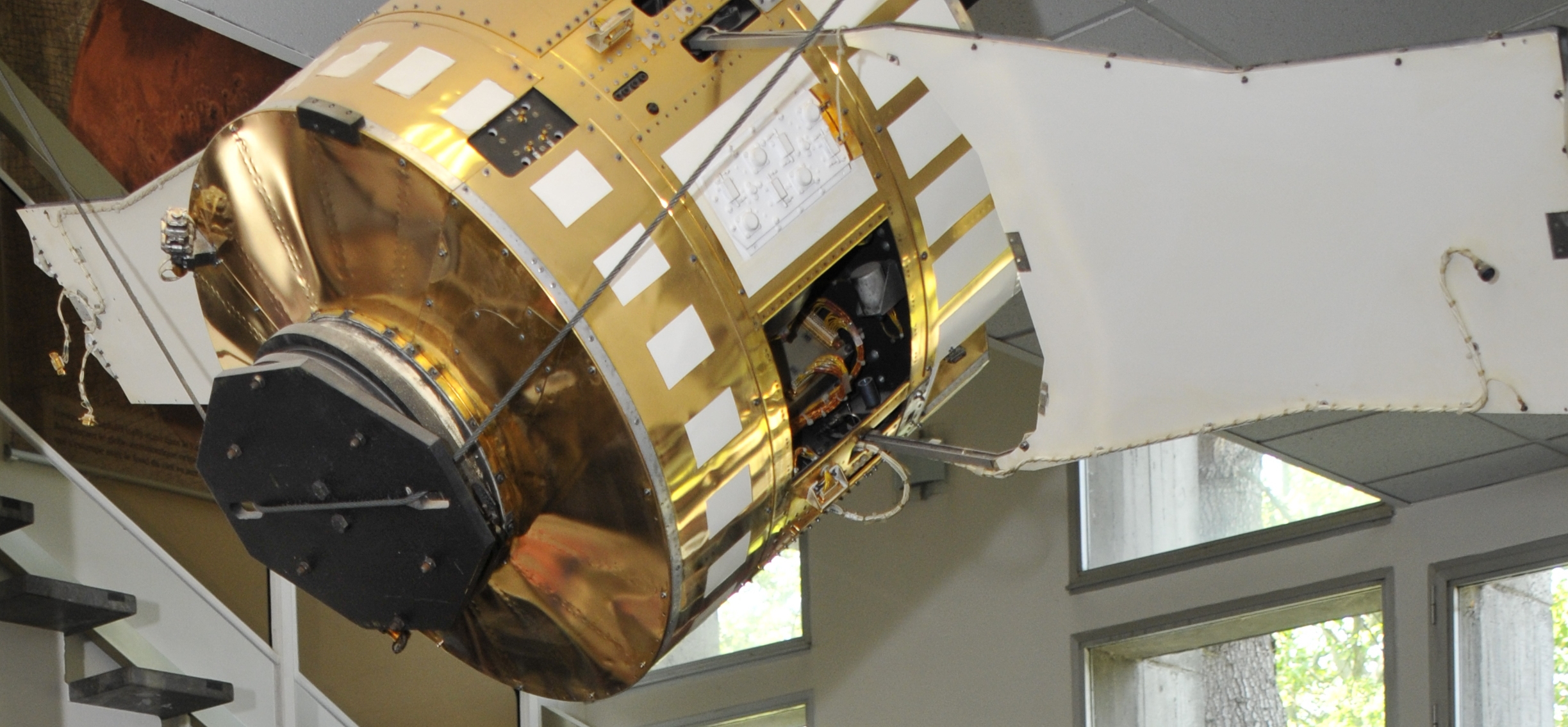
Maquette de Signe 3 exposée à l'IRAP.

Signe 3 est un satellite de 103 kg stabilisé par rotation. le cœur du satellite a la forme d'un cylindre de 70 cm de diamètre pour 80 cm de haut. Cette partie centrale supporte 4 panneaux solaires fournissant 50 watts dont les extrémités se trouvent à 1,3 mètre de l'axe du satellite et qui sont déployés en orbite. L'énergie est stockée dans des batteries argent-cadmium. Les données recueillies sont stockées par un enregistreur à bande magnétique puis transférées avec un débit de 256 bits par seconde. Le contrôle d'attitude est assuré par des propulseurs à gaz froid (azote). L'axe du satellite est maintenu en permanence pointé dans une direction s'écartant de 15° de la ligne Terre-Soleil.
La charge utile comprend deux instruments :
- Un télescope gamma constitué par un détecteur NaI au fond d'un puits anti-coïncidence en CsI avec un champ de vue de 15°.  L'instrument dispose de 14 canaux pour le rayonnement gamma allant de 20 keV à 10 MeV et de 256 canaux pour l'analyse d'amplitude du rayonnement de 200 keV à 2,5 MeV. L'instrument est pointé dans la direction anti-solaire. Du fait de la direction imposée à l'axe du satellite, la région de l'espace observée est située 15° de part et d'autre du plan de l'écliptique.
- Un instrument mesurant le rayonnement ultraviolet émis par le Soleil (1800-1950 et 2050-2200 Å).

## Déroulement de la mission
Signe 3 est lancé le 17 juin 1977  depuis le cosmodrome de Kapoustine Iar par une fusée Cosmos-3M  et placé sur une orbite basse de 517 x 458 km avec une inclinaison orbitale de 50,6°. Le contrôle du satellite est assuré depuis Toulouse. Le réseau de stations assurant le recueil des données télémétriques comprend trois stations françaises situées à Toulouse, Prétoria et Kourou ainsi que cinq stations de la NASA (Île de l'Ascension, Santiago, Quito, Orroral et Merritt Island) L'enregistreur à bande magnétique cesse de fonctionner en mars 1978. Après avoir fourni des données durant deux ans, le satellite est détruit en rentrant dans l'atmosphère le 22 juin 1979.

## Résultats scientifiques
Les principaux résultats scientifiques de la mission sont  :
- Les données recueillies combinées avec celles du satellite Helios-2 ont permis de déterminer la position de la source de plusieurs sursauts gamma ainsi que l'observation de plusieurs sources X/gamma très brillantes.
- Sur le plan technologique la mission a fourni des éléments importants sur le bruit de fond des orbites basses à grande inclinaison, sur la taille de l'Anomalie magnétique de l'Atlantique sud et des deux cornets polaires
- La mission a confirmé qu'une orbite équatoriale était préférable pour une observatoire X/gamma car le bruit de fond était moins important que pour une orbite polaire.

### Sources et bibliographie
- (en) 50 ans de coopération spatiale France-URSS/Russie, Tessier & Ashpool, décembre 2015, 500 p. (ISBN 2-909467-14-7)